# Jerell Sellars
Jerell Anthony Sellars (Lincoln, 11 dicembre 1995) è un calciatore inglese, attaccante del Grace Dieu.

## Caratteristiche tecniche
È principalmente un'ala sinistra.

## Carriera
Cresciuto nel settore giovanile dell'Aston Villa, nel 2016 viene ceduto in prestito al Wycombe dove fa il suo esordio ufficiale il 25 marzo in occasione dell'incontro di Football League Two vinto 1-0 contro il Mansfield Town. Rientrato all'Aston Villa, trascorre una stagione con la formazione Under-23 prima di passare a titolo definitivo Cheltenham Town.
Il 23 luglio 2018 viene ingaggiato con un contratto di tre anni e mezzo dall'Östersund, squadra svedese del campionato di Allsvenskan allenata dal suo connazionale Ian Burchnall. Nella rimanente parte del campionato 2018, Sellars scende in campo in sei occasioni, di cui due da titolare. All'ultima giornata, nel 3-3 interno contro l'Hammarby, realizza il suo primo gol in Allsvenskan. Nell'intero campionato 2019, invece, viene utilizzato solo in cinque partite, complice anche un infortunio alla coscia. Nel corso dell'Allsvenskan 2020 totalizza invece dieci presenze, di cui una da titolare, con una rete all'attivo. L'anno successivo colleziona 14 presenze di cui 5 da titolare, ma la squadra a fine anno retrocede in Superettan e Sellars lascia il club per fine contratto.

## Statistiche
Statistiche aggiornate al 31 luglio 2021.

### Presenze e reti nei club
| Stagione        | Squadra         | Campionato      | Campionato | Campionato | Coppe nazionali | Coppe nazionali | Coppe nazionali | Coppe continentali | Coppe continentali | Coppe continentali | Altre coppe | Altre coppe | Altre coppe | Totale | Totale | Totale |
| Stagione        | Squadra         | Comp            | Pres       | Reti       | Comp            | Pres            | Reti            | Comp               | Pres               | Reti               | Comp        | Pres        | Reti        | Pres   | Reti   |        |
| --------------- | --------------- | --------------- | ---------- | ---------- | --------------- | --------------- | --------------- | ------------------ | ------------------ | ------------------ | ----------- | ----------- | ----------- | ------ | ------ | ------ |
| mar.-mag. 2016  | Wycombe         | FL2             | 8          | 0          | FACup+CdL       | -               | -               |                    | -                  | -                  | EFL Trophy  | -           | -           | 8      | 0      |        |
| 2017-2018       | Cheltenham Town | FL2             | 31         | 2          | FACup+CdL       | 1+1             | 0               |                    | -                  | -                  | EFL Trophy  | 2           | 0           | 35     | 2      |        |
| lug.-dic. 2018  | Östersund       | A               | 6          | 1          | CS              | 3               | 1               |                    | -                  | -                  |             | -           | -           | 9      | 2      |        |
| 2019            | Östersund       | A               | 5          | 0          | CS              | 0               | 0               |                    | -                  | -                  |             | -           | -           | 5      | 0      |        |
| 2020            | Östersund       | A               | 10         | 1          | CS              | 5               | 2               |                    | -                  | -                  |             | -           | -           | 15     | 3      |        |
| 2021            | Östersund       | A               | 4          | 0          | CS              | 0               | 0               |                    | -                  | -                  |             | -           | -           | 4      | 0      |        |
| Totale carriera | Totale carriera | Totale carriera | 64         | 4          |                 | 10              | 3               |                    | -                  | -                  |             | 2           | 0           | 76     | 7      |        |